# 裏番組 〜新人女子アナ欲情生中継〜
『裏番組 〜新人女子アナ欲情生中継〜』（うらばんぐみ しんじんじょしあなよくじょうなまちゅうけい）は、13cmから2003年1月31日に発売された日本の18禁アドベンチャーゲームである。

## 概要
この作品は女子アナの視点からストーリーを楽しめると謳っている。
原画は安藤智也。シナリオは石弓達也、米倉ねずみ、朝凪軽。

## 声優
- 田中美智
- 紬叶慧
- 美留
- 佐々木あかり
- 天天
- 南菜実
- 櫻レオナ

## 書籍版
2003年4月にはパラダイムから書籍が発売された。